# Ким Хён Иль
Ким Хён Иль (кор. 김형일?, 金亨鎰?; 27 февраля 1984 года, Сеул, Южная Корея) — южнокорейский футболист, защитник.

## Карьера

### Клубная
Ким Хён Иль начал карьеру в клубе «Тэджон Ситизен» в достаточно поздние 23 года. Проведя в «Тэджоне» один сезон Ким был куплен одной из сильнейших команд страны — «Пхохан Стилерс». В первом сезоне за новый клуб защитник появился на поле лишь трижды, но стал чемпионом страны. Следующий сезон Ким начал уже как игрок основы, а его клуб стал победителем Лиги Чемпионов АФК, причём победный гол в финальном матче против «Аль-Иттихада» забил именно он.

### Международная
Дебютировал в национальной сборной в 2008 году в игре с командой Омана. Был включён в заявку на чемпионат мира 2010, но на поле ни разу не появился.

## Достижения

### Клубные
«Пхохан Стилерс»
- Чемпион Южной Кореи: 2008
- Победитель Лиги Чемпионов АФК: 2009